# Фердинанд Гайм
Фердинанд Карл Теодор Гайм (нім. Ferdinand Karl Theodor Heim; 27 лютого 1895, Ройтлінген — 14 листопада 1971, Ульм) — німецький воєначальник, генерал-лейтенант вермахту. Кавалер Лицарського хреста Залізного хреста.

## Біографія
24 червня 1914 року вступив в Імперську армію. Учасник Першої світової війни. Після демобілізації армії залишений в рейхсвері. З 10 листопада 1938 року — 1-й офіцер Генштабу, з 1 серпня 1939 року — начальник штабу 16-го армійського корпусу. З 3 вересня 1940 року — начальник штабу Вальтера фон Райхенау, брав участь у плануванні операції «Барбаросса».
З 1 липня 1942 року — командир 14-ї танкової дивізії, з 1 листопада 1942 року — 48-го танкового корпусу. Танки корпусу зберігались в сараях, де жили численні миші, які перегризли електричні кабелі більшості танків. Як наслідок, в корпусу працювали близько 30 танків і він не зміг зупинити наступ радянських військ під час операції «Уран». Вся провина за поразку була звалена на Гайма і зрештою він був звільнений з вермахту і тимчасово перебував під арештом. У повоєнному інтерв'ю Гайм сказав, що причиною звільнення були особисті накази Адольфа Гітлера без жодних пояснень чи офіційних звинувачень, оскільки той не хотів звинувачувати у поразці відверто слабкі румунські частини, які входили в корпус. В липні 1943 року його звільнення офіційно перетворили вихід на відставку.

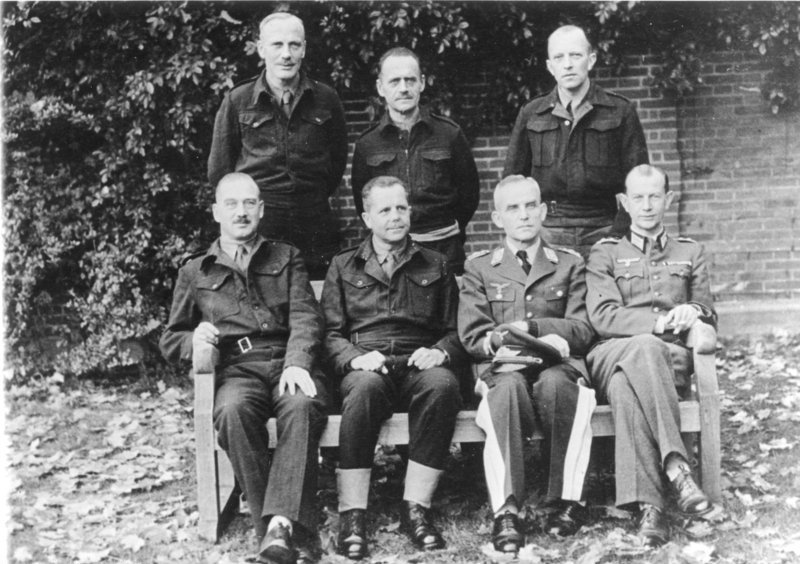
Гайм (стоїть в центрі) в британському полоні (листопад 1944).

1 серпня 1944 року відновлений на службі і 5 серпня призначений комендантом фортеці Булонь. Після важких бомбардувань і боїв 23 вересня здався 3-й канадській піхотній дивізії. 12 травня 1948 року звільнений з полону і повернувся в Німеччину.

## Звання
- Фанен-юнкер (24 червня 1914)
- Фанен-юнкер-унтерофіцер (10 жовтня 1914)
- Фенріх (10 листопада 1914)
- Лейтенант (25 лютого 1915) — патент від 23 червня 1913 року.
- Оберлейтенант (18 жовтня 1918)
- Гауптман (1 лютого 1928)
- Майор (1 серпня 1934)
- Оберстлейтенант (18 жовтня 1918)
- Гауптман (1 лютого 1928)
- Майор (1 серпня 1934)
- Оберстлейтенант (1 березня 1937)
- Оберст (1 серпня 1939)
- Генерал-майор (1 лютого 1942) — патент від 1 квітня 1942 року.
- Генерал-лейтенант (1 лютого 1942)

## Нагороди
- Залізний хрест 2-го і 1-го класу
- Золота медаль «За військові заслуги» (Вюртемберг)
- Медаль «За відвагу» (Гессен)
- Почесний хрест ветерана війни з мечами
- Медаль «За вислугу років у Вермахті» 4-го, 3-го, 2-го і 1-го класу (25 років)
- Застібка до Залізного хреста 2-го і 1-го класу
- Лицарський хрест Залізного хреста (30 серпня 1940)
- Німецький хрест в золоті (26 січня 1942)
- Медаль «За зимову кампанію на Сході 1941/42»
- Нагрудний знак «За поранення» в сріблі